# Equisetum bogotense
Equisetum bogotense är en fräkenväxtart som beskrevs av Carl Sigismund Kunth. Equisetum bogotense ingår i släktet fräknar, och familjen fräkenväxter. Inga underarter finns listade i Catalogue of Life.

## Bildgalleri

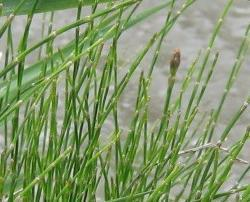
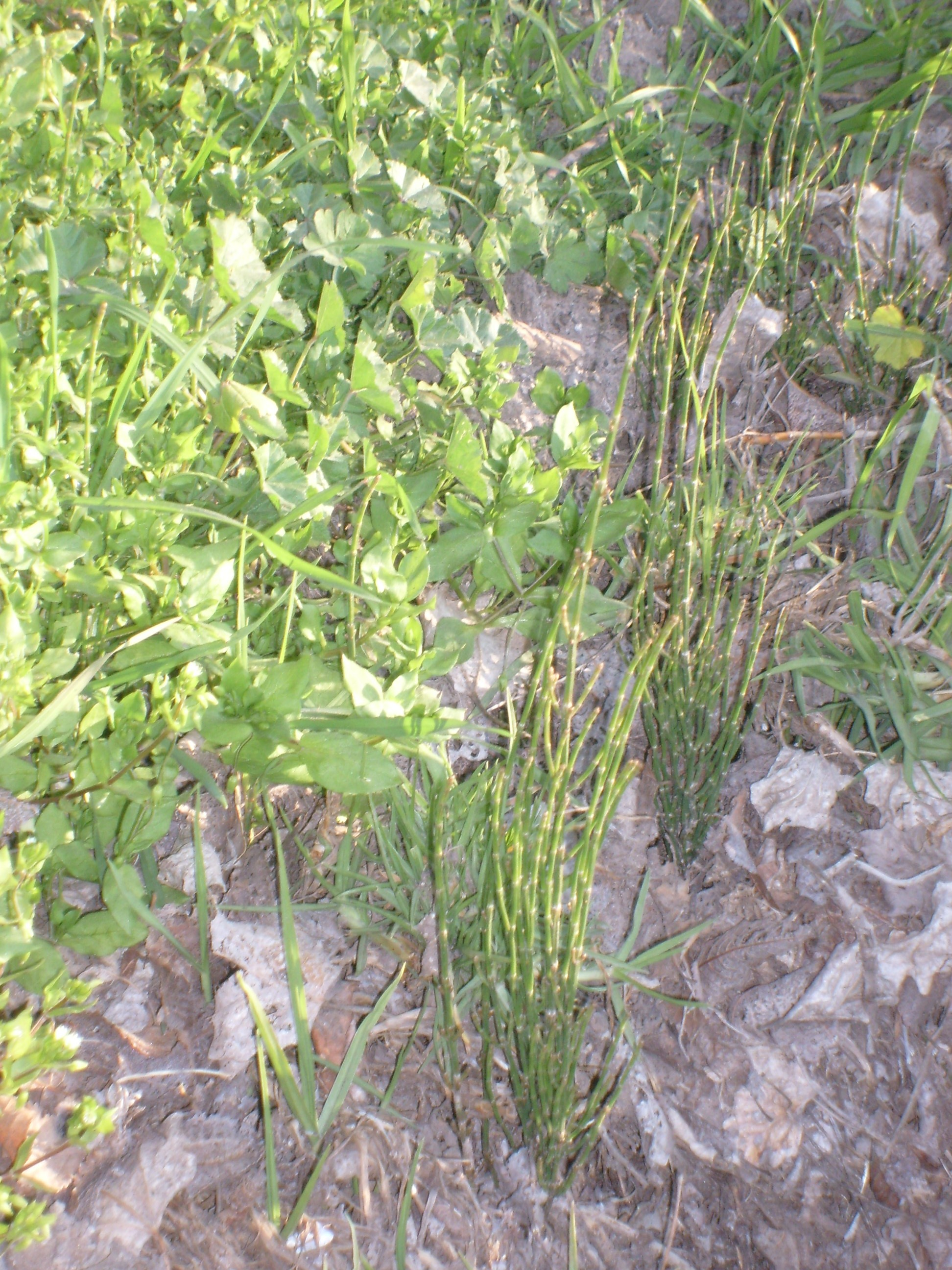
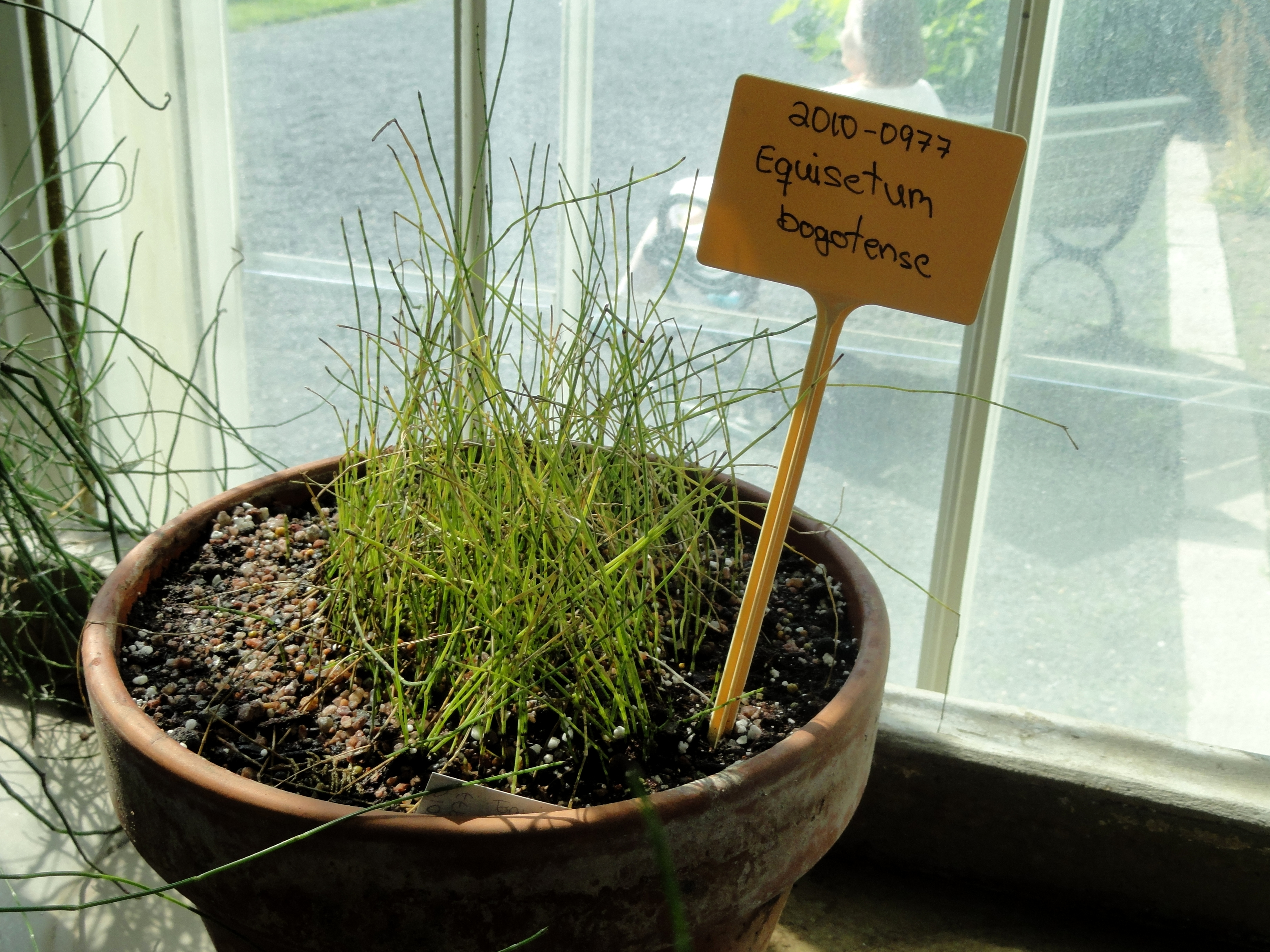
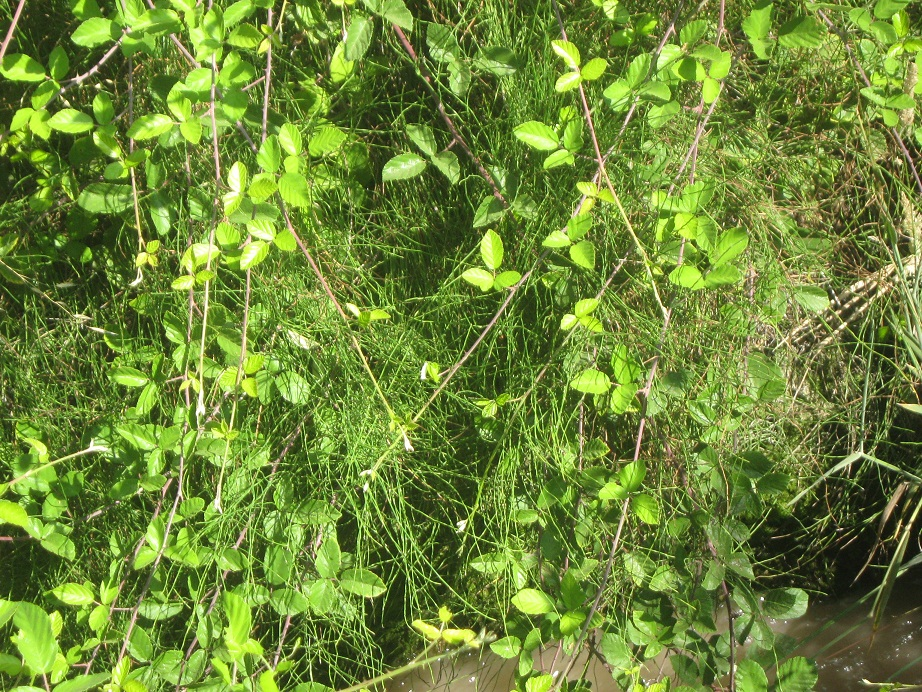